# Så Hold Dog Kæft
Så Hold Dog Kæft! er det tredje studiealbum udgivet af den danske rapgruppe Østkyst Hustlers og udkom i 1998. 
Der blev fremstillet en musikvideo til sangen "Står Her Endnu", hvor Oliver Zahle medvirkede som en lejemorder, der forsøger at dræbe gruppens medlemmer.
Albummet fik blandede anmeldelser, men musikmagasinet GAFFA gav fire ud af seks stjerner og kaldte den for "hverdagsprosa på højt niveau" og skrev at de "flere gange har ... valgt en forrygende funky tone, der giver sangene den helt rigtige polish". Det solgte dog blot omkring 50.000 eksemplarer, hvilket var langt under forgængernes succes. Ved Danish Music Awards i 1999 blev albummet nomineret til "Årets Danske Rap Udgivelse", men tabte Den Gale Poses Sådan Er Reglerne, og vandt "Årets Danske Cover". Nikolaj Peyk vandt prisen som "Årets Danske Sangskriver".
De lunkne anmeldelser fik Peyk til at trække sig fra gruppen, da han efter eget udsagn ikke havde nogen ideer og mente, at han "modarbejdede projektet". Det blev gruppens sidste udgivelse indtil 2005, hvor de udgav opsamlingsalbummet Hustlerstil 1995-2005. Bossy Bo og Jazzy H havde i mellemtiden udgivet Get a Life Selv i 2003 under navnet Hustlerne. Først i 2020 udkommer det første Østkyst Hustlers album med den fulde besætning.

## Spor
1. "Fuck'd Op" - 4:46
2. "Står Her Endnu" - 4:02
3. "Kyssesvinet" - 4:42
4. "Kom Ikke Og Flash Din Zzurt På Drengene" - 2:26
5. "B-mand" - 2:52
6. "Fanden Ta' Det" - 3:45
7. "Møntvask" - 3:51
8. "2450 SV" - 1:54
9. "Så Hold Dog Kæft" - 4:12
10. "Tredje Til Højre" - 3:33
11. "Sort Snak" - 3:27
12. "Fredag Aften Nørrebro" - 1:50

## Personel
- Bossy Bo - rap
- Jazzy H - rap
- Nikolaj Peyk - producer, tekst
- DJ Jan - scratch
- Ole Jensen - guitar
- Niels Dahl - bas
- Rasmus Müller - bas
- Emil de Waal - trommer (spor 1 og 4)
- Oliver Zahle - percussion
- Svend Overgaard - lydtekniker og mix
- Århus Horns - horn
- Carsten Jul - hammondorgel
- Albert Campos - baggrundsvokal
- Peaches Lavon - baggrundsvokal